# 다이라노 마사카도
다이라노 마사카도(일본어: 平 將門 타이라노 마사카도[*], 생년 미상 ~ 940년 3월 25일)는 헤이안 시대 중기의 간토(關東)의 호족이다.
간무 천황(桓武天皇)으로부터 최초로 다이라(平) 성을 하사받은 가즈사와라 친왕(葛原親王)의 손자 다카모치 왕(高望王)의 셋째 아들인 다이라노 요시마사(平良將)의 적자로써, 간무 천황의 5세 손이다. 시모우사(下總), 히타치(常陸)에서 대대로 살아온 다이라 일족의 항쟁을 끝내는 간토 전역을 휩쓴 대전쟁으로까지 확산시켰으며, 고쿠가(國衙, 관아)를 습격해 지방관의 인끈을 빼앗고 마침내 교토의 조정에 맞서는 독자적인 천황으로 즉위, '신황(新皇)'이라 자칭함으로써 '조적(朝敵)'이라 불리게 되었다. 그러나 즉위 두 달 만에 후지와라노 히데사토(藤原秀鄕)ㆍ다이라노 사다모리(平貞盛) 등에게 토벌당했다(죠헤이承平ㆍ덴교天慶의 난) 사후 간다 신사를 비롯한 여러 신사에 모셔졌으며, 신으로 모셔지게 된 뒤에는 간다 명신(神田明神)이라 불렸다. '무사(武士)'라는 존재의 발흥은 다름 아닌 그에게서 비롯되었다는 평가도 있다. 전투에서는 영지에서 방목한 풍부한 말을 이용한 기마전법을 구사했으며, 오늘날과 같은 휘어진 형태의 일본도를 최초로 만들게 했다고도 전한다.

## 생애

### 출생에서부터 일족과의 항쟁까지
다이라노 마사카도의 생년은 대략 9세기 말에서 10세기 초일 것으로 추정할 뿐 정확한 생년에 대해서는 알 수 없다. 일설에는 그가 토벌당해 사망했을 당시의 나이가 38세(만 37세)였다는 기록이 있는데, 이것으로 역산해볼 때 903년이 아니었을까 생각해볼 뿐이다.(884년경이었다는 설도 있다.)
그의 아버지 요시마사는 일찍이 진수부장군(鎭守府將軍)을 지낸 인물로 시모우사의 사쿠라(佐倉, 지금의 일본 지바현 사쿠라 시)를 영지로 가지고 있었다고 전하며, 현지에도 '마사카도'라는 지명이 남아있지만 아직 그것을 증명할 사료는 나오지 않았다고 한다. 또한 외가인 소마군(相馬郡)에서 자랐으므로 '소마노 고지로'라 칭했다고도 하지만 소마군에 세력이 있었던 것도 아니고, 실제 마사카도의 세력범위는 도호쿠의 도시마(豊島)ㆍ사루시마(猿島) 두 군 정도였다고 여겨진다.
마사카도는 대략 15,6세 무렵에 처음 헤이안쿄(平安京)에 들어왔다. 그곳에서 그는 후지와라 북가(北家)의 씨장자(氏長者)인 후지와라노 다다히라(藤原忠平)와 주종관계를 맺고 그를 사군(私君)으로 섬기게 되었다. 아버지도 진수부장군이라는 최고위 무관직이었고, 마사카도 자신도 간무 천황의 5세 손이라는 귀한 혈통을 자랑했지만, 후지와라 씨 정권 아래서 그가 할 수 있는 일은 많지 않았다. 다다히라로부터 인품을 인정받기는 했지만 헤이안쿄에서의 그의 관위는 턱없이 낮았다. 12년 정도 헤이안쿄에 머무르면서, 당시 군사ㆍ경찰을 관장하던 게비이시(檢非違使)의 스케(佐)나 죠(尉) 자리를 얻을 생각도 해봤지만 실패했다(《일본외사》나 《신황정통기》는 이에 앙심을 품고 도고쿠로 내려와 반란을 일으켰다고 설명하지만 오늘날 그것은 부정되고 있다).
이 후 마사카도는 도로 도고쿠로 내려갔다. 이때의 도고쿠 낙향에서 마사카도는 숙부 다이라노 구니카(平國香) 등으로부터 시부야 강(涉谷川)에서 습격당했는데, 다른 숙부 다이라노 요시후미(平良文)가 마사카도를 원호하면서 양자가 서로 역습하게 된다. 이때부터 '다이라노 마사카도의 난'으로 이어지는 시간 동안에 여러 소요가 벌어졌지만 그 원인에 대해서는 여러 가지 설이 난무하여 아직까지 확정된 것이 없다. 그 여러 설의 개요를 뽑아보면 아래와 같다.
- 마사카도의 아버지 요시마사가 남긴 영지를 그의 백부인 구니카나 요시카네(良兼)이 제멋대로 나누어 가진 것이 원인이 되어 싸움이 시작되었다는 설.(당시에는 장자상속제가 정착되어 있지 않았다)
- 히타치(지금의 이바라키현)의 전임 다이죠(大緣) 미나모토노 마모루(源護)의 딸(혹은 요시카네의 딸)를 둘러싸고 싸움이 시작되었다는 설(이는 《쇼몬키》將門記등에 따른 것이다).[1]
- 미나모토노 마모루와 다이라노 마키(平眞樹)의 영지 싸움에 마사카도가 개입하면서 싸움이 시작되었다는 설.
- 마모루 및 그의 친척, 그리고 다이라노 마사카도의 싸움은 아닐까 하는 설도 있다(당초 마사카도는 백부와 싸웠으므로 '다이라 일족끼리의 싸움'이라 해석하기 쉽지만, 구니카ㆍ요시카네ㆍ요시마사良正는 모두 마모루의 딸과 혼인한 사이였고 마사카도의 아버지 요시마사는 그렇지 않았다는 점에 주목할 필요가 있다).

조헤이 5년(935년) 2월에 마사카도는 미나모토노 마모루의 아들 타스쿠(扶)ㆍ다카(隆)ㆍ시게(繁) 등에 의해 히타치의 마카베군(眞璧郡) 노모토(野本, 지금의 지쿠세이시)에서 습격당했지만 이를 성공적으로 격퇴했고 타스쿠 등은 전사했다. 그대로 마사카도는 오쿠시(大串)ㆍ토리데(取手, 시모쓰마시)에서 마모루의 본거지인 마카베 군까지 진군해 인근 마을들까지 모조리 불살라버렸다.(이 때 백부 구니카가 근거지로 삼고 있던 히타치의 이시다石田도 마사카도의 공격을 당했고, 구니카는 화재로 사망했다.) 장인 마모루의 호소를 받은 요시마사(良正)가 그 해 10월, 자신의 본거지인 히타치 미즈모리(水守)에서 군세를 모아 기누(鬼怒) 강변의 니하리사토(新治鄕) 가와타니(川曲, 야치요정)에 진을 치고 마사카도와 대치하지만, 이마저도 마사카도에 의해 박살났다. 10월 21일의 일이었다. 요시마사는 요시카네에게 구원을 요청했고, 구니카 사후 일족의 수장으로서 여지껏 사태를 관망하고 있던 요시카네도 더는 이 상황을 방치하지 못하고, 구니카의 아들이었던 사다모리(貞盛)를 꾀어 군세를 모아 조헤이 6년(936년) 6월에 대군을 출병, 미즈모리에서 요시마사ㆍ사다모리 등과 합류했다. 26일 가즈사를 출발하여 시모스케의 구요타(마사카도의 본거지)로 남하하여 마사카도를 쳤지만, 거꾸로 마사카도의 기습을 받아 패하고 시모스케(도치기현)의 관아로 도망쳐 보호를 요청했다. 마사카도는 시모스케의 관아를 포위하지만, 일부러 슬쩍 포위를 풀고 요시카네를 도망치게 한 뒤, 직접 관아와 교섭하여 자신이 거병한 것에 대한 정당성을 인정하게 한 다음 회군했다.
얼마 지나지 않아 미나모토노 마모루의 고발장에 따라 조정은 마사카도와 마키 두 사람을 소환하라는 명을 내렸고, 마사카도 등은 헤이안쿄의 게비이시쵸(檢非違使廳)에서 신문받았지만, 조정은 이를 가벼운 죄로만 여겼고 2년 뒤인 조헤이 7년(937년) 4월 7일의 스자쿠 천황의 원복을 기념하는 대사면령에 따라 모든 죄를 사면받고 귀향한다. 돌아온 뒤에도 마사카도는 요시카네를 필두로 하는 대부분의 일족과 대립했는데, 8월 6일에 요시카네는 시모우사와 히타치의 경계에 해당하는 오가이ㆍ코가이 지역까지 진군했고, 마사카도의 아버지 요시마사나 다카모치왕 등 조상의 초상을 내걸고 마사카도가 관리하고 있던 국영목장 이쿠하노 미하야(常羽御厩)를 쳤다. 이 싸움에서 마사카도는 패하여 도망치고, 요시카네는 마사카도의 본거지 도요타에 불을 지르고 약탈을 자행한 뒤, 마사카도의 처자(요시카네의 딸와 외손자)를 데리고 돌아간다. 하지만 남동생들(《쇼몬기》에는 "동생과의 언약"이라고 해서 요시카네의 아들인 기미마사公雅나 기미쓰라公連으로 나온다)의 도움으로 9월 10일에 탈출해 마사카도에게로 돌아왔다. 처자가 돌아온 것에 힘을 얻은 마사카도는 조정, 후지와라노 다다히라에게 요시카네의 악행과 자신의 정당성을 호소한다. 그리고 조정은 동년 11월 5일에 태정관부(太政官符) 하나를 보내왔다.
종래 이 관부는 다이라노 요시카네나 다이라노 사다모리, 미나모토노 마모루 등에게 내려진 마사카도 추토의 관부로 여겨져 왔지만, 이 경우 전후 사실 관계와의 연결에 모순이 생긴다. 따라서 이 관부는 공적으로 관청의 말을 맡아보던 관청 소속이었던 쓰네하네노 미하야를 요시카네나 사다모리 등이 친 것이 조정의 분노를 샀고, 조정은 거꾸로 그들의 추토를 마사카도에게 지시한 것이라 보는 설이 점차 설득력을 얻고 있다. 어쨌든 이를 계기로 마사카도는 본거지를 도요타에서 이시이로 옮기고, 이시이를 야습해온 요시카네의 군사를 격파하고 쓰쿠바(筑波) 산으로 내몰았다. 이 패전 뒤 요시카네의 세력은 급속히 약해져, 결국 3년만에 요시카네는 병사한다. 한편 요시카네가 죽기 1년 전인 조헤이 8년(938년) 2월에, 몸둘 곳이 없게 된 다이라노 사다모리는 도산도를 거쳐 교토로 가려 했지만, 사다모리가 자신을 조정에 고소할 것을 걱정한 마사카도는 1백 기를 거느리고 이를 추격해 시나노의 치쿠마 강에서 양자간 전투가 벌어졌다. 사다모리는 대부분의 병력을 잃고 간신히 몸만 빠져나와 교토로 도망칠 수 있었는데, 교토 조정에 마사카도의 난폭함을 호소한 사다모리는 조정이 마사카도에게 내린 소환장을 가지고 도고쿠로 돌아와 히타치노스케(常陸介) 후지와라노 고레모토(藤原維幾) 편으로 그 소환장을 마사카도에게 보냈지만 마사카도는 이에 응하지 않았고, 무쓰(陸奧)로 도망치려던 계획마저 마사카도에 의해 수포로 돌아간 사다모리는 마사카도에게 쫓기면서 도고쿠를 떠도는 신세가 된다. 이로써 마사카도의 위세와 명성은 간토 전역에 떨치게 되었다.
덴교(天慶) 2년(939년) 2월, 무사시국에 새로 부임한 곤노카미(權守) 오키요 왕(興世王, 출자 불명)과 스케 미나모토노 쓰네모토(源經基, 세이와 겐지의 선조), 그리고 아다치 군지(足立郡司) 무사시노 다케시바(武藏武芝) 사이에 벌어진 양자간 갈등에 마사카도가 중개에 나서서, 오키요왕과 다케시바를 대면시켜 서로 화해하게 했는데, 다케시바의 군사가 갑자기 쓰네모토의 진영을 포위하는 사태가 벌어지면서(이유는 불명), 놀란 쓰네모토는 교토로 도망쳐서 다이라노 마사카도와 오키요왕, 무사시노 다케시바가 반란을 꾀하고 있다고 조정에 고발했다. 마사카도의 사군이기도 했던 태정대신(太政大臣) 다다히라가 일의 사실 여부를 조사하기로 하고, 사자를 토고쿠에 내려 보냈다. 놀란 마사카도는 상서를 받아들이고 동년 5월 2일자로 히타치ㆍ시모우사ㆍ시모스케ㆍ무사시ㆍ고즈케 다섯 구니의 관아에서 나서서 작성한 "모반은 사실무근"이라는 연판장을 첨부해 보냈다. 이로써 조정은 마사카도에 대한 혐의를 풀었고, 반대로 쓰네모토는 무고죄로 처벌되었다. 한편 마사카도의 간토에서의 명망을 알게 된 조정은 마사카도를 임관시켜 써먹을 방법을 논의하게 되었다.
이 무렵까지도 마사카도와 그의 적대자와의 싸움은 어디까지나 사전(私戰, 호족 사이의 개인적인 다툼)으로 간주되었을 뿐, 그것이 국가에 대한 반란이라고 보는 인식까지는, 조정 측은 가지고 있지 않았다.

### 다이라노 마사카도의 난
그 무렵, 무사시노곤노카미 오키요 왕은 당시 새로 무사시노카미로 부임해 온 구다라노 사다쓰라(百濟貞連)와의 불화로 임지를 떠나 마사카도에게 의지하게 되었다. 또한 히타치의 호족으로서 부동창을 부순 혐의로 추포령이 내려져 있던 수배자 후지와라노 하루아키(藤原玄明)가 비호를 요구해오자 마사카도는 받아주었다. 히타치 관아에서는 마사카도에게 하루아키의 신병 양도를 요구했지만 마사카도는 "하루아키는 이미 도망쳤다"며 거절하고, 오히려 덴교 2년(939년) 11월 21일에는 병사를 모아 하루아키에게 떨어진 추포령을 철회할 것을 히타치 관아에 요구했다. 히타치에서는 이것을 거부하는 동시에 마사카도에 대한 선전포고를 했고, 어쩔 수 없이 싸우게 된 마사카도는 마사카도는 1천여 군세로 히타치 관아의 3천 군사를 단번에 격파했다. 히타치노스케 후지와라노 고레모토는 싱겁게 항복해버렸다. 히타치의 관아를 접수한 마사카도는 히타치의 수령이 가지고 있던 인일(印鎰)을 몰수했다.
이 사건은 조정이 마사카도를 '반역자'로 인식하는 결과를 초래하고 말았다. 마사카도는 측근 오키요 왕의 획책을 받아 12월 11일에 시모스케로 향했고, 이를 사전에 알고 시모스케노카미 후지와라노 히로마사(藤原弘雅) 등은 마사카도에게 예를 갖추며 관청 곳간의 열쇠와 수령의 상징인 인끈을 넘겼지만, 마사카도는 그들을 시모스케에서 내쫓아버렸다. 나흘 뒤인 15일에는 고즈케에 출병했는데, 요격에 나온 스케 후지와라노 히사노리(藤原尙範)를 붙잡고 그의 목숨을 구해주는 대신 그로부터 수령의 인일을 양도받고, 또 다시 고즈케에서 내쫓았다. 19일에는 지휘관이 없는 고즈케의 관아를 함락시키고 간토 전역을 그의 손안에 넣었다.
이 과정에서 하치만 대보살의 계시를 받았다는 무녀의 신탁에 의해 그는 간토에서 '신황'(新皇)을 자칭하기에 이르렀고, 독자적으로 관직을 임명하고 이와이(岩井, 지금의 일본 이바라키 현 반도시)에 정청(政廳) 즉 새로운 왕성을 지었다. 왕성을 시모우사의 정남쪽(사루시마 군 이시이라는 설도 있다)에 정하고 히로바시(檥橋)를 교토의 야마사키, 소마 군의 오오이(大井)의 진을 오쓰(大津)에 비유하고, 교토의 관위를 모방해 좌ㆍ우 대신과 납언ㆍ참의 등 문무백관을 임명하고 내인(內印)과 외인(外印)을 주조해, 간토 땅에 교토를 본뜬 국가를 수립하려 했다는 것이다. 신황 즉위에 대해서는 친동생 다이라노 마사히라(平將平)나 시동 이와노 가즈쓰네(伊和員經) 등이 반대했지만 마사카도는 듣지 않았다고 한다.
신황이 된 마사카도가 임명한 여러 구니의 수령은 아래와 같다.
- 시모스케노카미(下野守): 다이라노 마사요리(平將賴, 마사카도의 아우)
- 고즈케노카미(上野守): 다지노 쓰네아키라(多治經明, 전임 진두陣頭이자 이쿠하노 미하야 벳토常羽御廐別當직)
- 히타치노스케(常陸介): 후지와라노 하루모치(藤原玄茂, 전임 히타치노죠常陸掾직)
- 가즈사노스케(上総介): 오키요왕(興世王, 전임 무사시노곤노카미)
- 아와노카미(安房守): 훈야노 요시타테(文屋好立, 전임 상병上兵)
- 사가미노카미(相模守): 다이라노 마사후미(平將文, 마사카도의 아우)
- 이즈노카미(伊豆守): 다이라노 마사타케(平將武, 마사카도의 아우)
- 시모우사노카미(下總守): 다이라노 마사타메(平將爲, 마사카도의 아우)

앞서 덴쵸 3년(826년) 9월에 가즈사ㆍ히타치ㆍ고즈케의 3개 쿠니는 모두 친왕이 카미(守, 정4위하에 해당하는, 천황의 칙으로서 임명되는 관직)로 다스리는 친왕임국이 되어 있었지만, 마사카도 당시 카미는 관직만 받고 교토에 머무르며 실제로는 부임하지 않았고, 그 아래의 스케가 대리로서 장관직을 맡아 수행했다. 마사카도가 진정으로 간토에 새로운 왕국을 세우려 했다면 조정의 관습을 답습할 필요 없이 히타치나 가즈사에도 카미를 임명해야 하지만 어째서인지 카미가 아닌 스케를 임명하고 있다. 여기서의 히타치나 가즈사의 스케라는 것은 '관습상의 장관'이라는 의미인지 아니면 마사카도 신황 자신의 직할지라는 의미인지 알 수 없다. 《쇼몬기》에는 조정에 반역할 마음이 없었다고 하지만, 그랬다면 어째서 같은 히타치나 가즈사에는 스케를 두면서 다른 한편으로 고즈케에만 스케가 아닌 카미를 임명했는지도 알 수 없다. 통일된 규정은 찾아보기 어렵다.
마사카도가 반역을 꾀하였다는 정보는 곧바로 교토에 전달되었는데, 그 와중에 또 서쪽의 세토나이카이에서 후지와라노 스미토모(藤原純友)가 난을 일으켰다는 보고까지 겹치자 조정은 경악했다(서쪽의 후지와라노 스미토모와 동쪽의 다이라노 마사카도가 서로 호응하여 반란을 일으켰다는 소문이 꽤 오랜 뒤까지 남아 있었다). 여러 지샤에는 천황의 칙명으로 역적 조복(調伏)의 기도가 명해졌고, 이듬해 덴교 3년(940년) 1월 9일에는 미나모토노 쓰네모토가 이전에 밀고했던 것이 현실이 되었다는 것을 참작해 그에게 종5위하를 내렸다. 열흘 뒤인 1월 19일에는 참의 후지와라노 다다후미가 정동대장군(征東大將軍)에 임명되었는데, 다다후미는 저택에 돌아가는 일 없이 곧바로 토벌군의 장관으로서 출정했다고 전한다.
동년 1월 중순, 간토에서 마사카도는 5천의 군사를 거느리고 히타치로 출진해, 다이라노 사다모리나 후지와라노 고레모토의 아들 다메노리(爲憲)의 행방을 수색했다. 열흘 간에 걸친 수색에서 사다모리 등의 행방은 알 수 없었지만, 대신 사다모리의 아내와 미나모토노 마모루의 아내를 붙잡았다. 마사카도는 군사들에게 능욕당한 그녀들을 가엾게 여기고 옷가지를 주어 돌려보냈다. 마사카도는 시모우사의 본거지로 돌아가 군사를 각자의 본향으로 귀환시켰다. 사실 주요 교통로를 봉쇄하고 지키지 않으면 안 될 시기에 사다모리 등의 수색을 위해 쓸데없이 시간과 병력을 허비한 것은 마사카도에 있어 굉장한 실책이었다.
마사카도가 그토록 찾고 있던 사다모리는 머지 않아, 시모스케의 압령사(押領使) 후지와라노 히데사토와 함께 4천의 군사를 모으고 있다는 보고와 함께 그의 귀에 들어간다. 마사카도는 여러 쿠니에서 모아들였던 병사 거의 대부분을 귀향시켰던 탓에 바로 옆에 남은 군사는 1천 남짓밖에 되지 않았다. 시간을 끌면 불리해진다고 판단한 마사카도는 2월 1일을 기해 출격했다. 마사카도의 부장인 후지와라노 하루모치의 무장 다지노 쓰네아키라 등이 사다모리와 히데사토의 연합군을 발견하고 마사카도에 한 장 보고도 없이 공격을 개시했는데, 원래 노련한 전략가인데다 숫적으로도 마사카도보다 많은 히데사토의 군세 앞에 하루모치군은 눈 깜짝할 사이에 패하여 도망쳤다. 이를 추격해온 연합군과 시모우사의 가와구치에서 마사카도군은 전투를 벌였다. 마사카도가 직접 진두에 서서 분전한 싸움에서 초반에는 사다모리나 히데사토 등도 밀렸지만, 시간이 지나면서 차츰 숫적으로 우세였던 그들에게 마사카도군이 밀리며 결국 퇴각할 수밖에 없게 되었다.
이 심한 패전으로 쫓기게 된 마사카도는 지형지물에 익숙한 본거지로 적을 끌어들여 승부를 내고자 고지마 군(幸島郡)의 히로에(廣江)에 숨었다. 하지만 사다모리나 히데사토 등은 그를 뒤쫓는 대신 조정에서 보낸 자신들 '관군'이 이기고 있음을 민중에게 호소했고, 더욱이 후지와라노 다메노리의 군세까지 가세하면서 2월 13일 마사카도의 본거지 이시이로 쳐들어가 모든 것을 다 태우는 초토화 작전을 벌였다. 살 곳을 잃고 길거리에 나앉은 신세가 된 백성들은 자신들의 고향을 태워버린 추토군보다도 마사카도의 '악정'을 원망했다고 한다. 그때 마사카도는 몸에 투구와 갑옷을 고정시켜 붙인 채로 사다모리 등의 움직임을 탐색하면서 여러 곳을 전전했고, 반격을 위해 군사를 모았지만 생각대로 되지 않았다. 결국 불과 4백 군세만으로 고지마 군 북쪽 산을 등지고 진을 친 채 아군의 원군을 기다리게 되었다. 그러나 마사카도의 아군보다 먼저 그 소재를 파악한 적들은 마사카도를 포위해왔고, 마사카도는 소수 병력만으로 최후의 일전을 준비했다.
2월 14일 미신(未申)의 각(오후 3시)에 연합군과 마사카도의 전투가 시작되었다. 마사카도군은 거칠게 불어오는 북풍을 등지고 화살을 쏘며 연합군을 몰아붙였다. 사다모리의 중진이 기습을 시도했지만 실패하면서, 사다모리와 히데사토ㆍ다메노리의 군사들은 격파되어 군병 2,900명이 도망가고, 정예병 300여 명밖에 남지 않게 되었다. 그러나 마사카도가 우쭐한 사이, 갑작스럽게 바람의 방향이 북풍에서 남풍으로 바뀌어버린다. 마사카도 쪽으로 부는 바람을 업고 기세를 얻은 연합군은 다시 마사카도군에 대한 반격을 개시했다. 마사카도는 직접 말을 몰고 진두에 서서 분전했지만, 빠르게 달리던 말의 발걸음이 흐트러지면서 마사카도도 중심을 잃고 흔들렸고, 어디선가 날아온 한 발의 화살이 마사카도의 이마를 명중시켰다. 그렇게 마사카도는 어이없는 죽음을 맞이했다.
그 목은 헤이안쿄에 옮겨져 효수되었다. 이는 일본 역사에서 옥문이 확인되는 가장 오래되고 확실한 사례이다. 그리고 이 난은 거의 비슷한 시기에 세토나이카이에서 후지와라노 스미토모가 일으킨 난과 함께 조헤이ㆍ덴교의 난이라 불리게 되었다.

## 그에 대한 평가의 변천

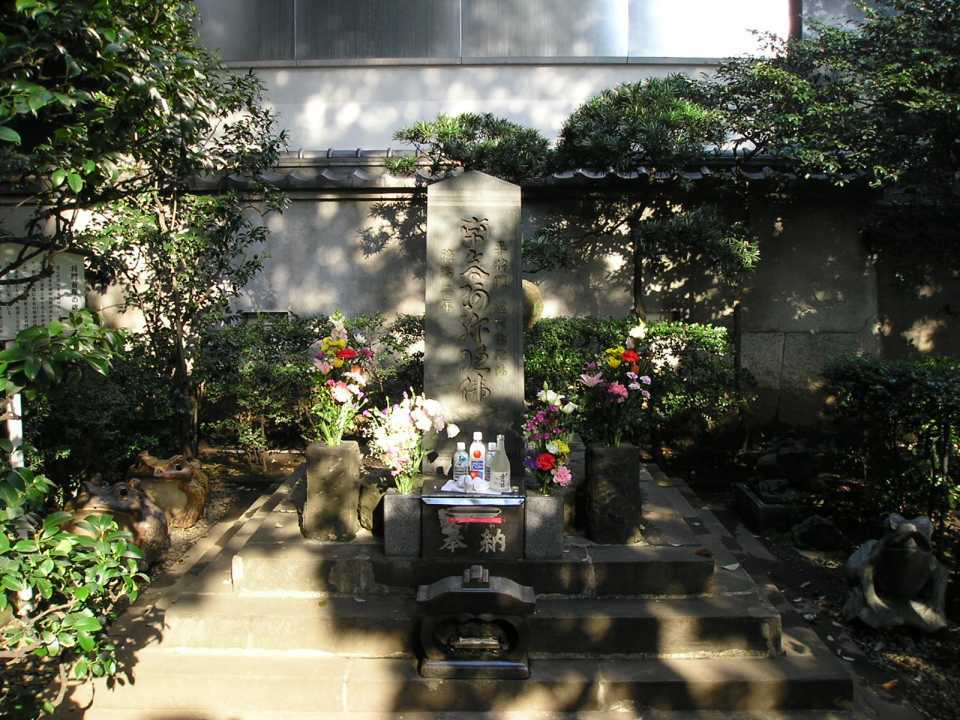
다이라노 마사카도의 구비즈카(首塚)

간토 제일의 무장으로 불릴 만큼 무예가 뛰어났을 뿐 아니라, 세상으로부터 버림받아 내쫓긴 사람들의 처지를 대변해주려 애썼다는 점, 그리고 그의 장렬하고 비극적인 죽음. 오랫동안 마사카도는 숱한 일화와 전설을 남기며 사람들 사이에서 계속 살아남았다. 조정으로부터 무거운 조세와 부역 등의 부담을 강요당해야 했던 도고쿠 사람들의 처지를 대변해주는 인물로 사람들은 인식했던 것이다. 중세에 이르러 마사카도즈카(將門塚) 주변에서 천재지변이 빈번하게 속출하게 되자, 이를 마사카도의 저주라며 두려워했던 당시 민심을 가라앉히고자 싯켄 호조 도키무네의 유행승이었던 진교에 의해 신으로 모셔져, 엔쿄(延慶) 2년(1309년)에는 간다 명신사(神田明神社)에 합사되기에 이르렀다.
전국 시대의 오오타 도칸(太田道灌)이나 호조 우지쓰나(北條氏綱) 등의 무장들도 간다 명신에 무운을 빌기도 했고, 도쿠가와 이에야스(德川家康)는 세키가하라 전투를 앞두고 이곳에서 전승을 기원하는 기도를 올렸다고 한다. 이러한 인연으로 에도 막부가 들어선 뒤 다이라노 마사카도를 모신 간다 신사는 에도의 수호신으로 중시되었다. 또, 마사카도의 역적으로서의 인식은 3대 쇼군 도쿠가와 이에미쓰(德川家光)의 시대에, 칙사로서 에도에 내려왔던 다이나곤(大納言) 가라스마루 미쓰히로(烏丸光廣)가 막부로부터 마사카도의 업적에 대한 이야기를 듣고서 "그런 영웅에게 역적의 이름은 당치도 않다"며 조정에 호소해 역적의 이름은 제거되었다. 덧붙여 간다 신사는 막부에 의해 지금의 땅에 옮겨졌는데, 이곳은 에도성의 동북쪽 귀문(鬼門)에 해당하는 곳이라고 한다. 이는 도쿠가와 집안이 조정에 반역했던 다이라노 마사카도를 쇼군이 사는 성의 귀문에 자리잡게 하여 막부의 통치에 조정을 배제하겠다는 결의에서 나온 것이라고 한다. 간다 신사의 '간다'란 목이 잘려 죽은 마사카도의 나머지 몸, 즉 '카라다(體)'에서 변한 것이라는 설도 있고, 반도시 시내의 동총 주변의 지명은 '카도야마(神田山)'이다.
메이지 유신 이후 다시 한 번 마사카도에 대한 평가는 뒤바뀌어, 조정에 대적한 역적임이 문제시되면서 메이지 7년(1874년) 교부성의 지시로 간다 신사의 제신 자리에서 밀려나 마사카도 신사로 천좌되고 만다. 그런 한편으로 메이지 후기에는 마사카도 복권 운동이 이루어지기도 했다. 그러다 패전 뒤에는 조정의 난폭한 지배에 의연히 일어나 신황으로서 새로운 시대를 열었던 영웅으로 평가되는 경우가 많아졌다. 그리고 1976년에 다이라노 마사카도를 주인공으로 하는 NHK 대하드라마 「바람과 구름과 무지개와」가 방영되기에 이르렀고, 마사카도를 간다 신사의 제신으로 복귀하자는 움직임이 높아지면서 마침내 1984년, 다이라노 마사카도는 2백 년만에 다시 간다 신사로 돌아올 수 있었다. 이같이 마사카도의 평가는 고대의 '역적'에서 중세에는 '숭배'와 '경외'의 대상이었다가, 메이지 시대에는 다시 역적, 패전 후의 영웅화 등으로 격렬하게 흔들렸다. 최근에는 보다 학술적인 면에서의 연구가 기대되고 있다.

## 전설
마사카도 전설을 연구한 일본의 향토사학자 무라카미 하루키(村上春樹)는 현재까지 전승되는 마사카도 전설을 이렇게 분류했다.
1. 명계전설(지옥에 떨어진 마사카도의 전설)
2. 조복전설
3. 제사전설(마사카도를 제사지내게 된 진쟈의 유래에 관련된 전설)
4. 마사카도의 왕성(마사카도가 지은 수도에 대한 전설)
5. 마사카도의 목
6. 무쇠로 된 몸(마사카도의 튼튼한 몸 가운데에서 약점을 찾은 전설)
7. 일곱 명의 마사카도(마사카도의 카게무샤에 대한 전설)
8. 동서호응 전설(다이라노 마사카도와 후지와라노 스미토모가 동서에서 작당하고 군세를 일으켰다는 전설)
9. 마사카도 일족의 전설
10. 마사카도의 추토자(追討者)

### 조복전설
치바 현 나리타시(成田市)의 나리타 산 신쇼사(新勝寺)는 토고쿠의 혼란을 걱정한 스자쿠 천황의 밀명으로 뱃길로 간토로 내려온 간초(寬朝) 승정이, 마사카도에 맞서 싸우는 군사들의 사기를 끌어올리기 위해 기도를 실시했다는 장소에 전언에 의해 지어진 사원이다. 때문에 마사카도나 그 가신의 자손을 자처하는 이들은, 천 년이 넘게 지난 지금까지도 나리타산 신쇼사를 참배하지 않는다고 한다. 또한 마사카도가 자랐다는 내력이 전해지고 있는 사쿠라시 마사카도에 아주 오래전부터 살아온 사람들 중에도 참예하지 않는 집이 많이 있으며, 정청이 있는 반도 시에도 참배를 좋게 생각하지 않는 풍조가 일부 남아 있다고 여겨진다. 츠쿠토(築土) 신사나 간다 진쟈의 씨자(氏子)라 해도 나리타산 신쇼사를 참배하면 그들이 태어난 땅의 수호신인 다이라노 마사카도의 가호를 받을 수 없게 된다는 전설에 의해 참예하지 않는 사람이 많다. 1976년에 방영되었던 NHK 대하드라마 「바람과 구름과 무지개와」의 출연자들도 나리타산 신쇼사의 절분 콩 뿌리기에 참가하는 것을 사퇴하였다고 한다(예년 대하드라마의 출연자는 나리타산 신쇼사의 콩 뿌리기에 참가했었다).
치바 현 이치카와 시의 오노지구에도 마사카도 공 전설이 많이 남아있는데, 이곳은 마사카도와 인연이 깊은 땅으로 전한다(현재 이치카와 시립제5중학교의 부지는 마사카도의 옛 성터라 전하고 있다.) 또한 예로부터 이곳 현지의 주민들은 대부분 마사카도를 섬겼던 가신의 후손이라 하는 설이 있는데, 이들은 오늘날까지 나리타 산 신쇼사에 가지 않으며 참배를 하면 마사카도의 저주를 받는다는, 그리고 다이라노 마사카도를 배반하고 그의 약점을 후지와라노 히데사토에게 누설했다는 키쿄히메(桔梗姬)의 전설을 생각해 지금도 도라지를 심지 않고 도라지가 들어간 무늬로 집안을 장식하지 않는다는 전언을 지금까지도 들을 수 있다.

### 마사카도의 목
'교토간다명신(京都神田明神)'이 모셔진, 교토 시 시모교 구(下京區) 신카만자 정(新釜座町)에는, 민가에 파묻혀 잘 보이지 않는 조그만 사당이 있다. 소개하는 안내문에는 "덴교 연간에 다이라노 마사카도의 목이 효수되었던 자리"라고 이곳을 소개한다. 《태평기》(太平記)에는 교토에 옮겨져 효수된 마사카도의 목이 석 달 동안 썩지 않고 마치 살아있는 것처럼 눈을 부릅뜨고서, 밤만 되면 "떨어져 나간 내 몸들은 어디에 있느냐. 이리 오너라. 목을 붙여서 한 번 더 싸우자꾸나."라고 울부짖었고 공포에 사로잡혀 떨지 않는 자가 없었다고 전한다. 그때 도노로쿠 사콘(藤六左近)이라는 시인이 이것을 보고 "몇 번을 다시 붙여 싸운들 다와라노 도타(表藤太, 후지와라노 히데사토)가 몇 번이나 다시 또 베어주리라."라는 내용으로 마사카도를 조롱하는 노래를 지어 불렀더니, 마사카도의 목은 잠시 동안 껄껄 웃더니 곧 썩어버렸다는 것이다.
또한 마사카도의 효수된 목은 간토를 향해 하늘 높이 날아가버렸다고 하는 전설도 있다.(여기에는 도중에 힘이 다해 지상에 떨어졌다는 후일담 형식의 전승도 뒤따라 존재한다.) 이 마사카도의 목 전설과 관련지어 오늘날 일본 각지에 전해지는 이른바 '구비즈카(首塚)' 전승이 완성되었다. 가장 유명한 것이 도쿄 치요다구 오오테마치에 소재한 다이라노 마사카도의 구비즈카이다. 이 구비즈카를 혹시나 이전하려는 등의 기획이 세워지면 꼭 사고가 일어난다고 해서 오늘날까지도 두려움의 대상이 되고 있다. 미쿠비 진쟈에 전해지는 전승에 따르면, 간토를 향해 날아가던 마사카도의 목은 미노(美濃) 상공에서 남궁대사(南宮大社)의 하야토노카미(隼人神)가 쏘아올린 한 발의 화살에 맞아 땅에 떨어져버렸고, 목이 떨어진 자리에 마사카도를 신으로 모시는 이 미쿠비 진쟈를 지어 그 목이 다시는 토고쿠로 돌아오지 않도록 진정시키고자 했다고 전하고 있다.
근년에는 도쿄의 영적 수호를 테마로 한 아라마타 히로시(荒俣宏)의 소설 「제도(帝都) 이야기」의 소재로 채택되는 등 구비즈카 전설이 널리 알려지면서, 마사카도는 '도쿄의 수호신'으로서 많은 오컬트 팬의 주목을 끌게 되었다.

### 마사카도 일족의 전설

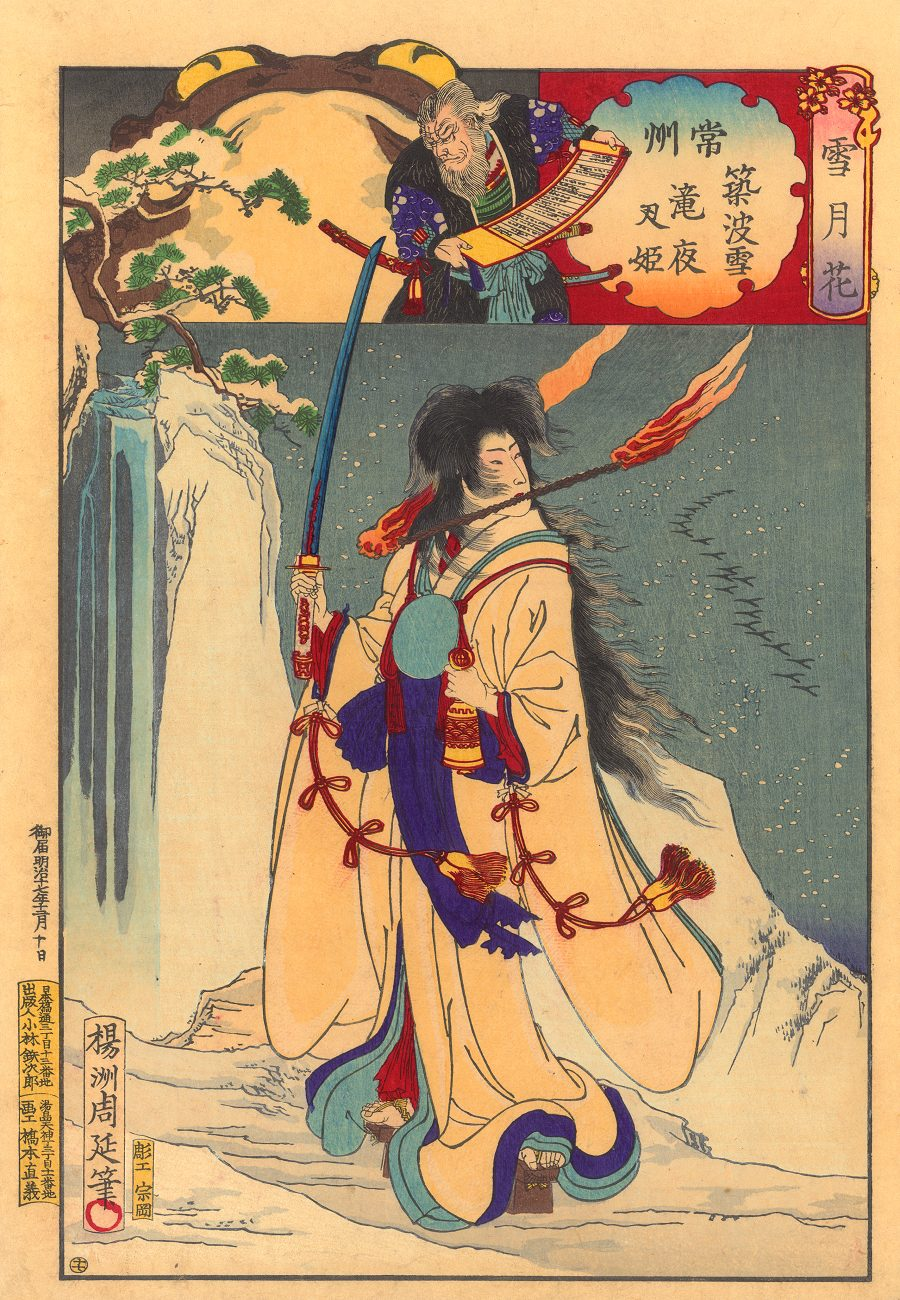
다이라노 마사카도의 딸로 알려진 다키야샤 히메. 메이지 시대(1884년)의 우키요에에서.

늦어도 겐무(建武) 4년(1337년)에 성립되었다고 여겨지는 군담소설 《겐페이 투쟁록》(源平鬪諍錄) 이후로 마사카도는 '히노모토쇼군(日本將軍) 다이라 친왕'이라 칭했다는 전설이 퍼지게 되었다. 이 전설에 따르면 마사카도는 묘견보살의 은혜를 입어 여덟 개에 달하는 구니들을 쳐서 평정했지만, 흉악한 마음을 품고 신의 뜻도 주저하지 않고 제위에 올랐으므로 묘견보살의 비호는 마사카도의 백부이자 양자(실제로는 숙부)였던 다이라노 요시후미에게로 옮겨가게 되었다는 것이다. 이 전설은 요시후미의 자손을 칭하는 치바(千葉) 일족, 특히 전설상 다이라노 마사카도의 본거지로 여겨진 소마노 미쿠리야(相馬御厨)를 지배했던 소마(相馬) 집안에 전해지게 되었다. '신황'이라고 자칭한 사실과는 달리 '히노모토쇼군 다이라 친왕'으로서의 전설이 중세에서 근세에 이르는 시간을 거치며 유포된 배경에는 간토의 '분리독립'(다이라노 마사카도) 대신 '군사적 권문'으로써 조정과 병존하는 길을 선택한 미나모토노 요리토모(源賴朝)를 투영한 것이라는 세키 유키히코(関幸彦)의 지적이 있다.
또한 가부키의 주인공으로 등장하기도 하는 전설적인 요술사 다키야샤 히메(滝夜叉姬)도 잘 알려져 있다. 본래의 이름은 사쓰키히메(五月姬)로, 다이라노 마사카도의 딸인 그녀는 아버지 마사카도를 죽인 조정에 대한 원한을 품고 기부네 진쟈에 축시 참배를 행했고, 스물한 번째 되는 날 밤에 기부네 명신으로부터 신통력을 받았다고 한다. 그 뒤 스스로 다키야샤 히메라 칭하며 시모우사로 들어와 소마의 성에서 야샤마루(夜叉丸)ㆍ구모마루(蜘蛛丸) 등의 부하를 모아 조정을 뒤엎을 반란을 꾀했는데, 조정은 츄죠(中將) 오오야노 미쓰쿠니(大宅光國)와 야마시로노 미쓰나리(山城光成)에게 다키야샤 히메를 잡으라는 명령을 내렸으며, 처절한 격투 끝에 음양술로 다키야샤 히메를 패배시켰다. 죽기 직전 마음을 돌린 다키야샤 히메는 아버지 마사카도를 따라 하늘에 올랐다고 한다.(사카노우에노 다무라마로가 스즈카 산에서 퇴치한 요괴 이누카미마로犬神丸의 부하 귀신으로서 훗날 마음을 고쳐 다무라마로의 가신이 된 자로 야샤마루가 포함되어 있는데, 다키야샤 히메를 따랐다는 야샤마루와의 관련성은 알 수 없다)

## 같이 보기
- 간다마쓰리
- 간토 대지진
- 간토 지방
- 다이라 씨
- 원령
- 후지와라노 스미토모
- 후지와라노 히데사토